# Bellmont (New York)
Pour les articles homonymes, voir Bellmont.
Bellmont est une municipalité (town) américaine de l'État de New York, située dans le comté de Franklin.

## Géographie
La municipalité s'étend sur 432,84 km2 dans l'est du comté de Franklin et est limitrophe de celui de Clinton,.